# مايك روسنر
مايك روسنر (بالإنجليزية: Mike Rossner)‏ (و. م) هو باحث أمريكي.